# Eternalismo (budismo)
Eternalismo (em Pali: "sassatavada") é uma vertente filosófica evitada pelo Buda não apenas nos agamas, como por todo o cânone budista. É a crença em um eu ou self imutável eterno em meio as fenômenos transitórios (contra a doutrina de anatta), além do que é empiricamente verificável, ao afirmar, por exemplo, que uma pessoa tem alguma personalidade permanente para sempre ou que o universo é eterno. O outro extremo é o aniquilacionismo ou niilismo, que afirma uma finitude ou aniquilação, da pessoa, do universo etc. No período de vida do Buda histórico havia grupos que sustentavam tal visão.

## Desenvolvimento
O Buda rechaçou esse ponto de vista e também o seu oposto, o conceito de ucchedavada, defendido por materialistas, em ambos aspectos lógico e epistemológico, propondo o Caminho do Meio, entre esses dois extremos, baseando-se não em ontologia, mas em causalidade.
O Eternalismo é um dos pontos ou limites dos "Quatro Limites' (em Sânscrito: Caturanta), o método de análise e refutação chamado de Catuskoti, utilizado por Nagarjuna.